# Amand Neut
Armand Neut (1812-1884) fue un periodista y escritor belga de libros antimasónicos. Colaboró con el periódico católico y conservador La Patrie en Brujas que cambió su antiguo nombre de le Nouvelliste des Flandres dirigido por el obispo de Brujas, François-René Boussen y después su sucesor, Monseñor Jean-Baptiste Malou. Al final dirigió el periódico.

## Obras
- La bienfaisance maçonnique (1865)
- Cinq lettres sur la franc-maçonnerie (betwist) (1866)
- La franc-maçonnerie soumise au grand jour de la publicité, 1866
- Cinq lettres sur la franc-maçonnerie (betwist) (1866)
- Een bezoek aan de francs-maçons-logien (1867)
- Attentats de la Franc-Maçonnerie à l'Ordre Social, 1868
- Attentats de la franc-maçonnerie à l’ordre social (1868)
- De franc-maçons-winkel (1869)
- De la nécessité d'étudier la franc-maçonnerie, 1870
- De la nécessité d’étudier la franc-maçonnerie (1870)
- La Constitution belge, expliquée par le Congrès national, les Chambres et la cour de cassation, C. Annoot-Braeckman, Gand, 1842 Texto en línea en francés